# Bruno Felipe Souza Da Silva
Bruno Felipe Souza da Silva (nacido el 26 de mayo de 1994), conocido como Bruno, es un futbolista brasileño que juega como extremo en el Pafos FC de la Primera División de Chipre.

## Trayectoria

### Comienzos en Austria
Bruno debutó oficialmente el 24 de julio de 2017 con SC Austria Lustenau en la victoria 2-0 contra el SC Wiener Neustadt, donde fue titular y fue cambiado al minuto 55. Semanas después, el 7 de Agosto marcó su primer gol contra el Floridsdorfer ganando el partido por 1-3 y terminó la temporada con 3 goles y 6 asistencias. 
En la siguiente campaña, Bruno anotó 10 goles y repartió 3 asistencias. El 12 de septiembre de 2016, consiguió su primer triplete contra el WSG Tirol.
El recién campeón de la 2. Liga (Austria), el LASK fichó al jugador brasileño y, en su primer partido, anotó el primer gol en la victoria frente el Admira Wacker. A pesar de ser normalmente titular, a mitad de temporada se marchó cedido.

### Paso desafortunado por Grecia
El 24 de enero de 2018, Atromitos anunció el fichaje del extremo brasileño procedente del LASK por 18 meses. El 29 de abril marcó su primer gol para el club, sellando una victoria a domicilio por 1-0 contra el Levadiakos. y el 22 de septiembre de 2018, marcó su primer gol de la temporada 2018-19 en la victoria por 2-0 en casa contra AEL.
El 21 de abril de 2019, abrió el marcador en una victoria en casa por 2-0 contra Panathinaikos, su último gol con el equipo.  
El 18 de junio de 2019, Olympiacos anunció el fichaje de Bruno por una tarifa de transferencia estimada de 500.000 € en un contrato de tres años. No fue tenido en cuenta por el equipo, aunque pudo jugar la final de la Copa de Grecia frente AEK Atenas ganándola por 1-0 y participando en la conquista de la superliga. En la mitad de la temporada 2020/21 se marchó al Aris Salónica por media temporada. Desgraciadamente, no marcó ni asistió con Olympiacos y Aris. 

### Sheriff
El 20 de agosto de 2021, Bruno llegó al Sheriff Tiraspol y en su primer partido dio una asitesncia en la victoria de visita 0-2 contra el FC Bălți y marcó un gol después de 3 años en la victoria por 4-0 ante el FC Florești. Volvió a anotar un doblete la visita ante el Sfîntul Gheorghe por 0-3 y el Sheriff se consagró campeón de la Divizia Națională 2021-22, al igual que en la Copa de Moldavia, tras vencer 1-0 al Sfîntul Gheorghe. 
En esa temporada, Sheriff clasificó por primera vez en su historia a la UEFA Champions League, en la que fue emparejado en el grupo D junto a Real Madrid, Inter de Milán y Shakhtar Donetsk. Bruno jugó unos minutos en el primer partido de la historia del club en la competición, y también su primera victoria por 2-0 contra el Shakhtar. Sorpresivamente, también vencieron al Real Madrid en su estadio por 1-2 y Bruno disputó minutos en ese histórico partido. Fue titular en la derrota 3-1 en la visita al Inter y el empate frente al Shakhtar. Terminaron terceros del grupo con 7 puntos, lo que le dio derecho jugar la Liga Europa de la UEFA 2021-22, aunque cayeron en la ronda preliminar contra el Braga por penales, donde Bruno falló para su equipo. 
Tras una temporada en el equipo perteneciente a Transnistria, se marchó del equipo tras marcar 5 goles y dar 6 asistencias.    

### Paso por Chipre
El 1 de julio de 2022, Bruno fichó por el Omonia Nicosia y anotó su primer gol en la segunda jornada con el equipo en la victoria 3-2 ante el AEK Larnaca, con el que inició una racha de 3 partidos marcando en liga. Luego de 3 derrotas, volvió a marcar un gol frente el Anorthosis Famagusta. Bruno también jugó la Europa League en un grupo ante Manchester United, su antiguo equipo, el Sheriff, y la Real Sociedad, a la que marcó en su visita a San Sebastián, aunque terminaron últimos de grupos sin puntos.
El 31 de enero de 2023, tras media temporada en el Omonia, se marchó al Pafos donde su único gol fue contra el Apollon Limassol en el minuto 90+5 para darle la victoria a su equipo.

## Estadísticas
| Club                | Temporada     | Liga                       | Liga     | Liga  | Copas    | Copas | Intercontinental | Intercontinental | Otros    | Otros | Total    | Total |
| Club                | Temporada     | División                   | Partidos | Goles | Partidos | Goles | Partidos         | Goals            | Partidos | Goles | Partidos | Goles |
| ------------------- | ------------- | -------------------------- | -------- | ----- | -------- | ----- | ---------------- | ---------------- | -------- | ----- | -------- | ----- |
| SC Austria Lustenau | 2015–16       | 2. Liga                    | 27       | 3     | 1        | 0     | —                | —                | —        | —     | 28       | 3     |
| SC Austria Lustenau | 2016–17       | 2. Liga                    | 31       | 10    | 1        | 0     | —                | —                | —        | —     | 32       | 10    |
| SC Austria Lustenau | Total         | Total                      | 58       | 13    | 2        | 0     | —                | —                | —        | —     | 60       | 13    |
| LASK                | 2017–18       | Bundesliga Austriaca       | 18       | 1     | 3        | 0     | —                | —                | —        | —     | 21       | 1     |
| Atromitos (cedido)  | 2017–18       | Superliga de Grecia        | 11       | 1     | 1        | 0     | —                | —                | —        | —     | 12       | 1     |
| Atromitos (cedido)  | 2018–19       | Superliga de Grecia        | 27       | 2     | 5        | 1     | 1                | 0                | —        | —     | 33       | 3     |
| Atromitos (cedido)  | Total         | Total                      | 38       | 3     | 6        | 1     | 1                | 0                | —        | —     | 45       | 4     |
| Olympiacos          | 2019–20       | Superliga Griega           | 7        | 0     | 1        | 0     | 1                | 0                | —        | —     | 9        | 0     |
| Olympiacos          | 2020–21       | Superliga Griega           | 3        | 0     | 0        | 0     | 0                | 0                | —        | —     | 3        | 0     |
| Olympiacos          | Total         | Total                      | 10       | 0     | 1        | 0     | 1                | 0                | —        | —     | 12       | 0     |
| Aris Tesalónica     | 2020–21       | Superliga de Griega        | 12       | 0     | 2        | 0     | —                | —                | —        | —     | 14       | 0     |
| Aris Tesalónica     | 2021–22       | Superliga de Griega        | —        | —     | —        | —     | 2                | 0                | —        | —     | 2        | 0     |
| Aris Tesalónica     | Total         | Total                      | 12       | 0     | 2        | 0     | 2                | 0                | —        | —     | 16       | 0     |
| Sheriff Tiraspol    | 2021–22       | Superliga de Moldavia      | 18       | 5     | 3        | 1     | 8                | 0                | —        | —     | 29       | 6     |
| Omonia Nicosia      | 2022–23       | Primera división de Chipre | 20       | 8     | 1        | 1     | 8                | 1                | 1        | 0     | 30       | 10    |
| Total carrera       | Total carrera | Total carrera              | 172      | 24    | 18       | 3     | 20               | 1                | 1        | 0     | 211      | 34    |

## Palmarés
Olympiacos
- Superliga de Grecia: 2019-20
- Copa de Grecia: 2019-20